# 1928年サンモリッツオリンピックのフィンランド選手団
1928年サンモリッツオリンピックのフィンランド選手団（1928ねんサンモリッツオリンピックのフィンランドせんしゅだん）は、1928年2月11日から2月19日までスイスのサンモリッツで開催された1928年サンモリッツオリンピックのフィンランド選手団、およびその競技結果。

## 概要
今大会は金メダル1個、銀メダル1個、銅メダル1個の合計4個のメダルを獲得した。
スピードスケート男子では、前回1924年シャモニー・モンブランオリンピックで3つの金メダルを獲得したクラス・ツンベルグが、今大会も500mと1500mを制し2冠を達成した。

## メダル
| メダル | 選手名                 | 競技             | 種目      |
| ------ | ---------------------- | ---------------- | --------- |
| 金     | クラス・ツンベルグ     | スピードスケート | 男子500m  |
| 金     | クラス・ツンベルグ     | スピードスケート | 男子1500m |
| 銀     | ユリウス・スクートナブ | スピードスケート | 男子5000m |
| 銅     | ヤーコ・フリマン       | スピードスケート | 男子500m  |